# Leutenbach (Deining)
Leutenbach ist ein Gemeindeteil der Gemeinde Deining und eine Gemarkung im Landkreis Neumarkt in der Oberpfalz.

## Geografie
Das Kirchdorf liegt circa 10 km südöstlich von Neumarkt in der Oberpfalz auf dem Juraplateau. Es hat etwa 76 Wohngebäude (2021).
Auf der Gemarkung liegen Deining-Bahnhof, Graßahof, Leutenbach und Tauernfeld.

## Geschichte

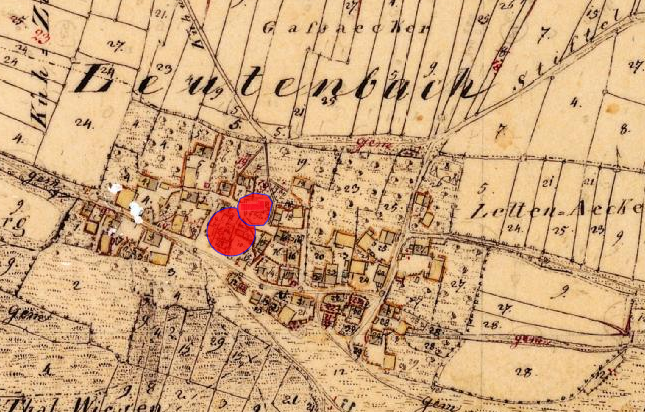
Lageplan des Adelssitzes Leutenbach auf dem Urkataster von Bayern

Leutenbach (nach der mittelalterliche Aussprache Laidnbach) ist entweder vom Personennamen Liut abgeleitet oder, was wahrscheinlicher ist, auf einen Lutinbach („beim lauten, rauchenden Bach“) zurückzuführen. 
Leutenbach war Stammsitz einer edelfreien Familie, die von 1112 bis um 1180 in den Schriftquellen Erwähnung findet. Die Anlage des abgegangenen Adelssitzes Leutenbach ist als Bodendenkmal unter der Aktennummer D-3-6735-0155 im Bayernatlas als „mittelalterlicher Adelssitz“ geführt. Leider werden sie oft mit der gleichnamigen oberfränkischen Adelssippe verwechselt, die zur gleichen Zeit ebenso als Zeugen in Bamberg und Regensburg auftreten. Allerdings trugen die Oberpfälzer Leutenbacher die Leitnamen Engelhard und Helenbert, die fränkischen dagegen Friedrich und Otto. Wahrscheinlich verließ die Adelsfamilie um 1180 Leutenbach und erbaute die Adelburg bei Velburg, weil in dieser Familie dieselben Vornamen vorkommen. Nachdem Aussterben der Leutenbach-Adelburger kam ein Teil ihres Erbes an die Herren (Reichsministerialen) von Rothenfels, ein anderer Teil an die Buchfelder.
Erstmals erwähnt wird Leutenbach im Jahre 1129. Damals war hier das Edelgeschlecht der Herren von Lutenbach oder die Leutenbecker mit einem eigenen Schloss. Im Keller des Anwesens Bögerl ist heute noch ein Teil der einstigen Schlossmauer zu sehen. Auch soll von dort ein unterirdischer Gang bis zur alten Burg nach Deining geführt haben. Die Umgebung von Leutenbach war aber bereits lange Zeit vorher von den Kelten besiedelt. Dies geht aus Ausgrabungen im „Loh-Holz“ hervor. Vom 18. bis 20. Oktober 1903 wurden zwei Grabhügel abgetragen. Dabei wurden Grabbeigaben wie Fußringe, Schwanenhalsnadeln, Gewandnadeln aus Bronze, ein Bernsteinring sowie Gefäße, Töpfe und Schüsseln aus Ton gefunden. Die gefundenen Gegenstände wurden der Hallstattzeit zugeordnet.

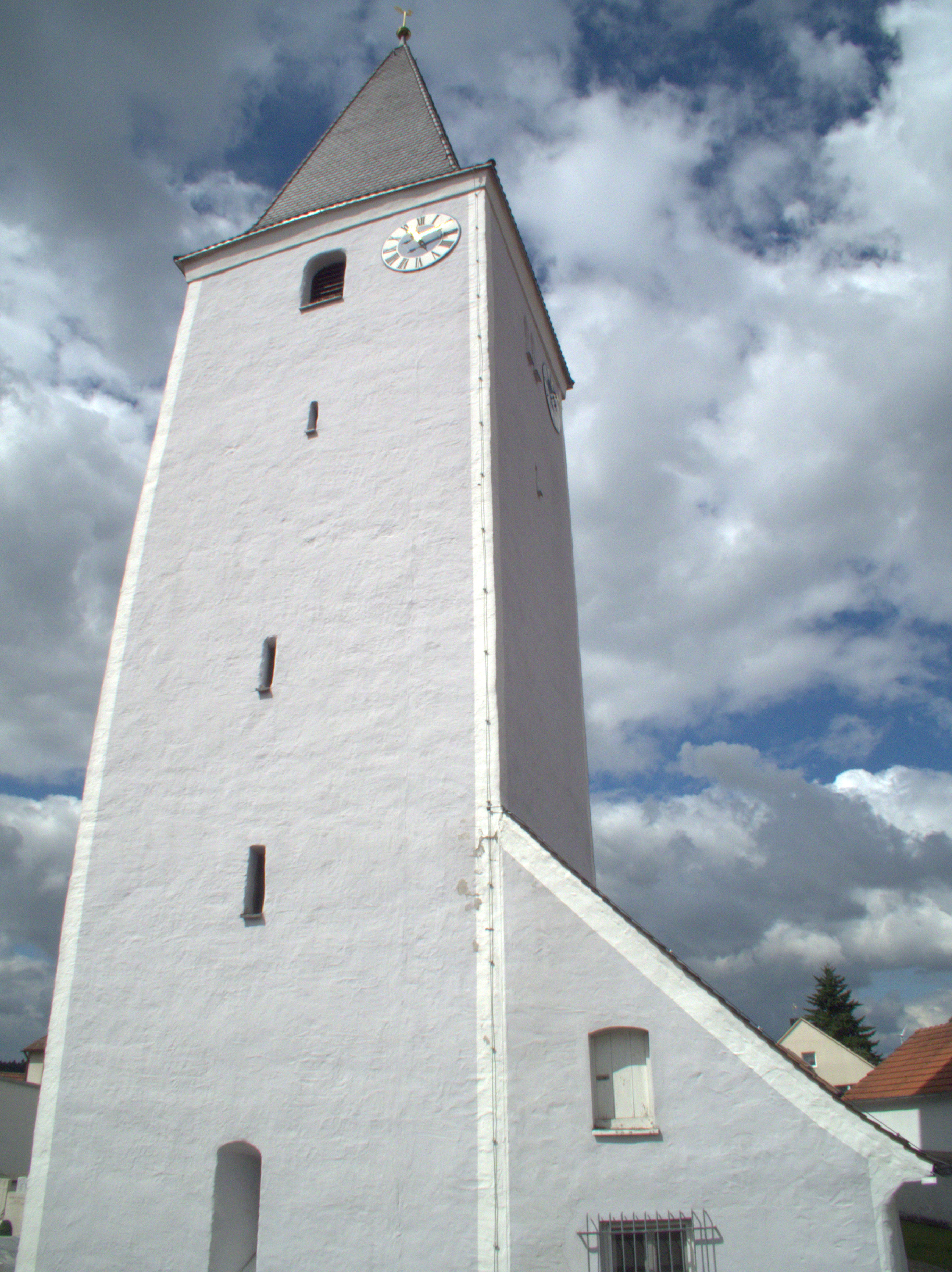
Kirche St. Martin in Leutenbach

- 1334 verkauften Ulrich und Konrad von Rohrenstatt Heinrich dem Hofner und seiner Wirtin Elsbeth, welche Konrad des Rohrenstätters Tochter war, ihren Hof zu Leutenbach.
- 1335 verkaufte ein Volkholt von Thann aus dem Geschlecht des Reichsministerialen zu Burgthann mit Zustimmung Marquard des Schmiedes, dessen Schwiegersohn er war, seine Höfe zu Leutenbach und Tauernfeld an das Kloster Seligenporten.
- 1343 kaufte der Deutschorden die Vogtei über die Kirchen zu Leutenbach und Tauernfeld mit drei Widdumgütern (Ausstattung der Pfarrei) und einem Hof von Braun I. von Rothenfels, der es von seinem Vater geerbt hatte.[6]
- 1426 übergab Pfalzgraf Johann dem Kloster Gnadenberg einen Hof zu Leutenbach.
- 1421 verkaufte Ulrich Hofner den Hofnerhof ohne Genehmigung des Herzogs Johann. Der Herzog nahm daraufhin den Hof weg und gab ihn 1431 zum Kloster Gnadenberg. Ulrich Hofner bekam aber seine Rechte auf den Hof wieder zurück.
- 1438 verkaufte Ulrich Hofner diesen Hof zu Leutenbach an das Kloster Gnadenberg, welches Gut im selben Jahr durch Pfalzgraf Johann wegen seiner und seiner Frau Seele und Seligkeit von aller Steuer, Frohn, Scharwerk und Diensten befreite.
- 1452 ist von einem Michael Mirtels zu Leutenbach die Rede. Das „reiche Almosen“ erhielt 1452 Zinsen von zwei Gulden aus seinem Gut zu Leutenbach. Das „reiche Almosen“ bestand schon 1330 in Neumarkt. Die älteste Schenkung zum gemeinen Almosen erfolgte durch Otto Tuchner von Neumarkt. Noch bis 1533 wurden die Adeligen von Leutenbeck genannt.
- 1505 bis 1514 waren in Leutenbach infolge des Landshuter Erbfolgekrieges die Nürnberger.
- Am 5. Mai 1544 verkaufte Hans von Ittelhofer, Landrichter zu Wird, seine Güter zu Deining, Leutenbach, Oberbuchfeld, Rothenfels, Weihersdorf und Frettenshofen an Kurfürst Friedrich. Aus Angst von den Schrecken dieser Zeit wanderten die Ittelhofer nach Österreich ab. Später kam der Besitz in die Hände derer von Löwanthal, Deining.
- 1542 musste durch die Reformation der evangelische Glaube angenommen werden.
- 1562 starben viele Leute an der Pest.
- 1611 wurde ein Hof zu Leutenbach vom Kloster Seligenporten an das Kloster Gnadenberg übergeben.
- 1625 wurde wieder die katholische Religion eingeführt.
- 1634 während des Dreißigjährigen Krieges brannten die Schweden viele Häuser nieder.
- 1650 zahlt ein Hof zu Leutenbach Abgaben an das Kloster Gnadenberg.
- 1656 müssen zwei Höfe zu Leutenbach und ein Hof zu Tauernfeld Abgaben und Zinsen an das Kloster Seligenporten zahlen.
- 1670 wurde die Pfarrei Tauernfeld aufgelöst. Leutenbach wurde eine Filiale von Deining.
- 1710 brannte das Dorf ab.
- 1745 und 1772 nennen sich die Deininger Schlossherren von Löwenthal (Johannes Andreas Felix und Karl Joseph Andre) auch nach Leutenbach, wie ihre Grabplatten in der Deininger Kirche zeigen.

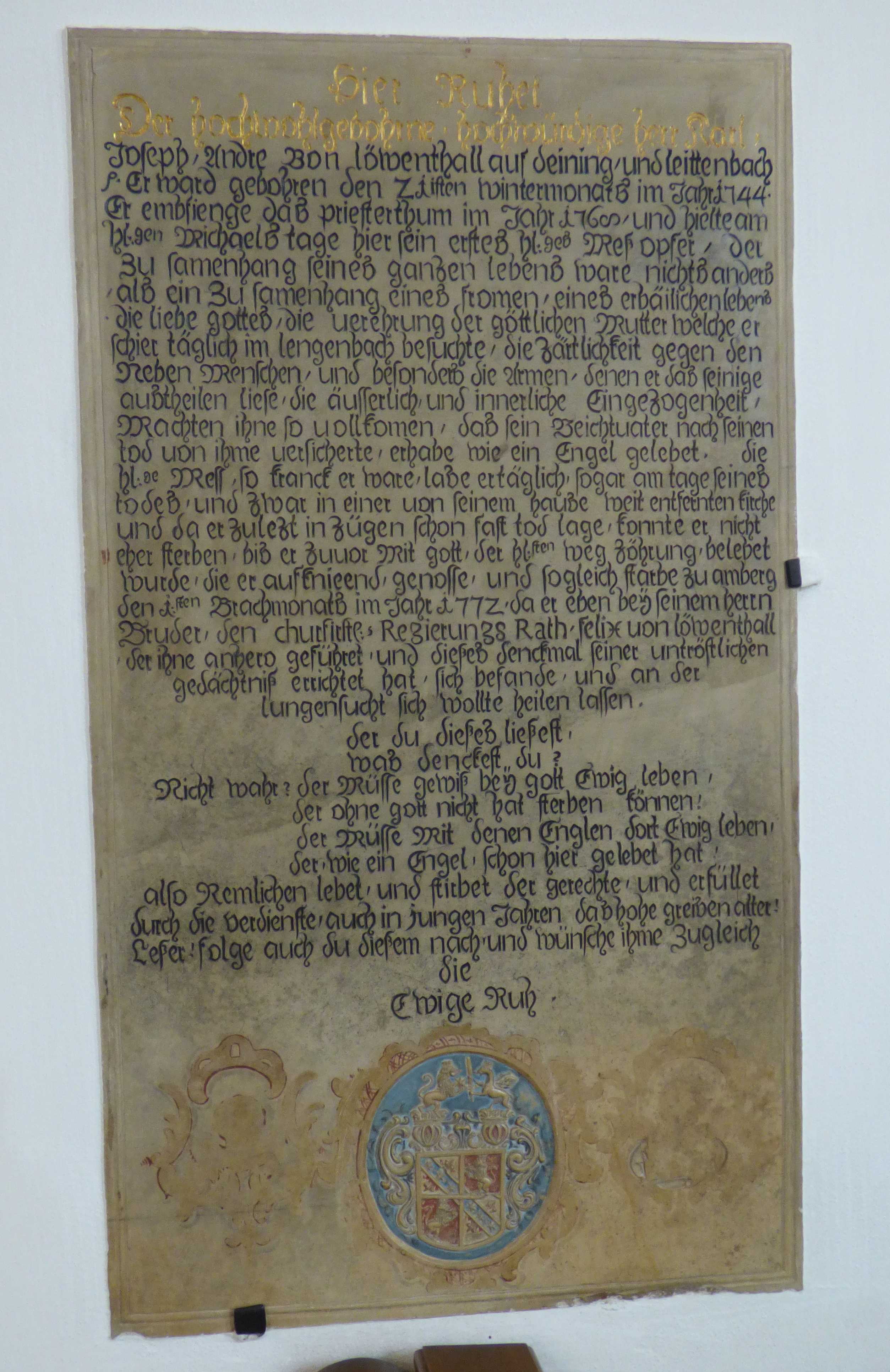

 Zur Hofmark Deining gehörten um 1800 aber nur 5 kleinere Höfe.
- Am 5. Oktober 1781 wurde vom Eichstätter Weihbischof Felix von Stubenberg die Kirche geweiht.
- 1804 zählt der Ort 117 Personen.
- 1822 starben 30 Leute an Typhus. Auch Siegenhofen und Unterbuchfeld werden von dieser Krankheit heimgesucht.
- Im Mai 1863 brannte nachts um 24:00 Uhr das Anwesen des Wagners Michael Lang nieder. Wegen völliger Windstille entstand kein weiterer Brand.
- 1875 wurde eine Zählung der Gemeindebewohner durchgeführt. (Leutenbach: 173 Seelen 32 Häuser; Tauernfeld: 120 Seelen 23 Häuser; Bahnhof: 18 Seelen 5 Häuser; Graßahof: 5 Seelen 2 Häuser)
- Am 24. Mai 1879 wurde die Feuerwehr gegründet. 1894 erhielt die Feuerwehr eine Handspritze.
- 1905 am 3. April brannte in Leutenbach zehn Häuser und elf Scheunen durch Brandstiftung nieder. Das Feuer brach um halb vier Uhr früh aus. Es wird berichtet, dass der Wind brennende Strohbüschel durch die Luft schleuderte, wodurch sich das Feuer immer weiter ausbreitete.
- 1910 am 5. November beschließt die Ortsgemeindeverwaltung Leutenbach den Bau der Wasserleitung. Durch ständig wachsende Einwohnerzahlen sowie mehr Viehbestand reichte diese 1911 erbaute Wasserleitung nicht mehr aus, den Wasserbedarf des Dorfes zu decken. Ein Brandfall am 2. Juli 1935 zeigte, welche Gefahr der ständige Wassermangel für die Ortschaft war. Auf Antrag erhielt die Gemeinde am 18. Mai 1938 die Genehmigung, die Wasserversorgungsanlage zu erweitern.
- Im Herbst 1954 wird ein neuer Hochbehälter gebaut.
- 1914 bis 1918 während des Ersten Weltkrieges fielen neun Männer aus Leutenbach.
- 1929 Schulhausneubau; die Einweihung erfolgte im November. Erster Schultag: 16. November 1929.
- 1934 erhält Leutenbach ein elektrisches Leitungsnetz. Zum Fest (Martinikirchweih im November) brannten in den ersten Häusern bereits elektrischen Glühlampen.
- 1939 bricht der Zweite Weltkrieg aus. Bis Kriegsende 1945 sind 15 Leutenbacher gefallen und 5 vermisst gemeldet.
- Ein besonders Fest feierte Leutenbach am 2. Juli 1950 mit der Primiz von Josef Pfeiffer. Der damals zu Priester geweihte wirkte in Eichstätt als Dompropst.
- 1955 wird das Leichenhaus gebaut.
- 1958 im Herbst wurde mit der Flurbereinigung begonnen, die 1964 mit der Neuaufteilung der Felder und Wiesen abgeschlossen wurde. Es wurden ca. 8 km Straßen angelegt und asphaltiert. Die Arbeiten wurden von der Dorfbewohnern zum großen Teil selbst ausgeführt.
- Am 19. Juli 1969 beschloss die Gemeinde Leutenbach, mit Deining und Sengenthal einen Zweckverband zu Wasserversorgung zu gründen. Die Gründung fand am 23. Juli 1971 statt. Der Bau der neuen Wasserleitung der Sengenthaler Gruppe erfolgte 1976 bis 1977.
- 1972 wird die Schule in Leutenbach geschlossen. Die Schulkinder müssen zum Unterricht nach Deining. Das ehemalige Schulhaus wird 1973 verkauft.

Am 1. Mai 1978 wurde auf Grund der Gemeindegebietsreform die Gemeinde Leutenbach aufgelöst und in die Gemeinde Deining eingegliedert. Die Gemeinde Leutenbach dürfte im Jahre 1820 gegründet worden sein. Die bis dahin 34 Amtsbezirke wurden auf noch 17 Landgerichte verteilt. Die Gemeinde Leutenbach gehört seit 1820 zum Landgericht Neumarkt. Zum Zeitpunkt der Eingemeindung hatten Leutenbach 193 Einwohner, Tauernfeld 151 Einwohner und Deining-Bahnhof 80 Einwohner. Außerdem gehörte Großahof zur Gemeinde.
- 1979 feierte die Freiwillige Feuerwehr ihr 100-jähriges Gründungsfest zusammen mit Deining in Deining.
- 1986 Gründung des OGV Leutenbach.
- 1989 Neugestaltung und Einweihung des Kinderspielplatzes.

Leutenbach wurde in den letzten Jahren an den Ortsrändern um einige Häuser erweitert. So entstanden Baugebiete in Richtung Tauernfelderstraße und in Richtung Deining sowie das neue Siedlungsgebiet „Stichtlstraße“.

## Bürgermeister
Die Bürgermeister der ehemaligen Gemeinde Leutenbach seit 1897 waren:
- 1879 bis 1881 Blomenhofer Josef, Leutenbach, Nr. 27
- 1882 bis 1893 Tresch Leonhard, Leutenbach Nr. 24
- 1894 bis 1895 Vetter, Leutenbach Nr. 28
- 1896 bis 1905 Schrafl Josef, Leutenbach Nr. 2
- 1906 bis 1924 Schuster Willibald, Leutenbach Nr. 30
- 1925 bis 1933 Tresch Nikolaus, Leutenbach Nr. 24
- 1934 bis 1944 Schuster Nikolaus, Tauernfeld Nr. 1
- 1945 bis 1965 Schrafl Jakob, Leutenbach Nr. 1
- 1966 bis 1978 Seitz Franz, Tauernfeld Nr. 5

Er war der letzte Bürgermeister der Gemeinde Leutenbach.

## Persönlichkeiten
- Josef Pfeiffer, ehemaliger Generalvikar des Bistums Eichstätt